# Прайветт, Фрэнк
Фрэнк Джон Прайветт (англ. Frank John Privett, 28 декабря 1874 — 29 марта 1937) — политик Британской консервативной партии, который некоторое время был членом парламента в начале 1920-х годов.
Впервые он был избран в Палату общин на парламентских выборах в ноябре 1922 года от Центрального округа Портсмута. Его победа с перевесом всего в 7 голосов была достигнута после ожесточенной четырёхсторонней борьбы между кандидатами от лейбористов, консерваторов, либералов и национал-либералов, каждый из которых получил более 21% голосов.
В следующем году, на парламентских выборах в декабре 1923 года, раскол в Либеральной партии был преодолён, и Прайветт уступил место сэру Томасу Брамсдону, либералу, которого он победил в предыдущем году. После своего поражения Прайветт баллотировался в парламент только ещё раз, когда он потерпел неудачу в качестве кандидата от «независимых консерваторов» в южном округе Портсмута на парламентских выборах 1929 года.